# Билецкий, Иван
Ива́н Биле́цкий (укр. Іван Білецький; ум. 1788) — военный деятель запорожских казаков, войсковой есаул, первый кошевой атаман Новой Сечи (1734—1738 гг. с перерывами).
Возглавлял Алешковскую Сечь (1733), а затем и Новую Сечь на реке Подпольной (притоке Днепра), на территории, контролируемой Крымским ханством и Османской империей.
Во главе Запорожского войска принимал участие в войне русской армии против польских войск, которые поддерживали короля С. Лещинского. Действуя на подчиненной Речи Посполитой Правобережной Украине, поддерживал Гайдамацкое восстание (1734).
В 1736 г. возглавлял казацкие полки, которые совместно с российскими войсками овладели Перекопом и совершили поход на Козлов (теперь Евпатория).
Разбил татарскую орду во время нападения её на Украину в 1738 г., вытеснив татар с территории между низовьем Южного Буга и Днестра.